# Kouva
Kouva är en ort i landskapet Norra Österbotten i Finland. 2004 hade Kouva 47 invånare. En mindre ort vid namn Jäkälavaara ligger bara en kilometer från Kouva. Kouva ligger ganska nära Syöte nationalpark. Närmaste flygplats är Pudasjärvi flygplats som ligger 79 kilometer från orten. Kouva ligger precis vid en liten insjö. Det finns också en smal kanal som rinner igenom Kouva.